# Pointe des Semeleys
Pointe des Semeleys är en bergstopp i Schweiz. Den ligger i distriktet Aigle och kantonen Vaud, i den sydvästra delen av landet, 70 km söder om huvudstaden Bern. Toppen på Pointe des Semeleys är 2 327 meter över havet.